# Smith & Wesson Модель 3000
Smith & Wesson Модель 3000 помпова рушниця, яку компанія Smith & Wesson випускала в 1970-х та 1980-х. Рушниці були виготовлені в Японії компанією Howa Machinery.

## Історія
Модель 3000 пропонували під набої 12 та 20 калібру, з довжиною камори 7 або 7,6 см під рушничні набої. Варіант "кульової рушниці" мав камору довжиною 2+3⁄4-дюйми зі збільшеним магазином та коротший ствол, у рушниці використовували набої лише 12 калібру, з можливістю використання відкритих прицілів.
Випускали спортивні та тактичні версії; тактичні версії використовували деякі американські департаменти поліції. Як і самозарядна Модель 1000, яку пропонували у цей самий час, Модель 3000 деякий час продавала компанія Mossberg після припинення виробництва компанією Smith & Wesson.